# Brandig
Brandig ist eine bayerische Band, die 2000 gegründet wurde und volkstümliche Musik spielt.
Der Bandname „Brandig“ bedeutet im Bairischen so viel wie ‚zünftig‘, ‚gesellig‘, ‚Mut zum Anderssein‘.

## Geschichte
1980 wurde von Martin Wilhelm, Max Stephan, Josef Lechner, Peter Lechner und Franz Pichl das „Chiemgauer Alpenquintett“ gegründet. Viele Jahre später suchte die Band neue musikalische Herausforderungen und beschloss, durch einen Schlagzeuger ihr Repertoire zu erweitern. Aufgrund der gemeinsamen Arbeit fiel die Wahl auf den Schlagzeuger der Band „Sauerkirsch“, Peter Janotta.

## Auszeichnung
2002 gewann Brandig den Alpen Grand Prix mit Lach doch einmal.

## Fernsehauftritt
2011 trat Brandig bei einer Folge von Melodien der Herzen im Chiemgau mit dem Lied O zapfn auf.

## Weblink
- Offizielle Website

## Einzelnachweis
1. ↑  Alpen Grand Prix, Sieger 1993–2010 (Memento des Originals vom 11. September 2011 im Internet Archive)  Info: Der Archivlink wurde automatisch eingesetzt und noch nicht geprüft. Bitte prüfe Original- und Archivlink gemäß Anleitung und entferne dann diesen Hinweis.